# جيرارد مارتن (سياسي)
جيرارد مارتن (بالإنجليزية: Gerard Martin)‏ هو سياسي أسترالي، ولد في 28 مايو 1946. حزبياً، نشط في حزب العمال الأسترالي. وقد انتخب عضو الجمعية التشريعية نيو ساوث ويلز.